# Juan Acevedo Pavez
Juan Acevedo Pavez (Pichilemu, 8 de noviembre de 1914-Santiago, 27 de agosto de 2010) fue un contador y político chileno. Fue diputado por cinco períodos consecutivos (1953-1973) por la Octava Agrupación Departamental de Melipilla, San Antonio, San Bernardo y Maipo.

## Biografía

### Estudios y vida laboral
Nació en Pichilemu, provincia de Colchagua, hijo de Juan Acevedo Cornejo y Elena Pavez Castro. Se casó con Carmen Blanchet Gurbens y tuvieron dos hijos.
Realizó sus estudios secundarios y vespertinos en la ex Escuela de Artes y Oficios donde efectuó cursos de electricidad y construcción civil. Posteriormente, desarrolló estudios de contabilidad en un instituto particular. En el ámbito laboral, desde 1935 a 1953 fue empleado de la Compañía Chilena de Electricidad. Además se desempeñó como consejero de la Empresa de Transportes del Estado.

### Carrera política
Fue dirigente del Gremio de Empleados Particulares, local y nacional, llegando a ser secretario nacional de la Confederación Nacional de Empleados Particulares (CONSIEP). Paralelamente, en diciembre de 1934 se incorporó al Partido Socialista de Chile. Entre 1938 a 1942, fue presidente del Sindicato Profesionales de Empleados Particulares de San Bernardo y entre 1942 a 1950, ocupó el cargo de secretario nacional del Sindicato de Empleados Particulares.
En noviembre de 1946 renunció al PS, pasando a integrar el Partido Socialista Popular, donde cumplió las funciones de secretario seccional de San Bernardo entre 1946 y 1950 y secretario de la sección de Santiago en 1951. En 1950 fue elegido regidor por San Bernardo por tres años de manera simultánea ejerció como alcalde entre 1952 y 1953. Más tarde, en 1958 se inscribió en el Partido Comunista de Chile.
En 1953 fue elegido como diputado por la Octava Agrupación Departamenta. Fue reelegido en 1957, 1961 y 1969.  Integró laGobierno Interior; la de Trabajo y Legislación Social; la de Asistencia Médico-Social e Higiene; la de Educación Física y Deportes; la de Vías y Obras Públicas; la de Hacienda; y la de Agricultura y Colonización, entre otras.
Miembro del Comité Parlamentario Comunista, fue primer vicepresidente de la Cámara de Diputados entre el 12 de mayo de 1970 y el 21 de junio de 1971.

## Historial electoral

### Elecciones parlamentarias de 1969
- Elecciones parlamentarias de 1969 para la 8ª Agrupación Departamental, Melipilla, San Antonio y San Bernardo.[1]